# Жумба
Жумба́ (каз. Жұмба) — село у складі Самарського району Східноказахстанської області Казахстану. Входить до складу Мариногорського сільського округу.
Населення — 208 осіб (2021; 360 у 2009, 559 у 1999, 606 у 1989).
Національний склад станом на 1989 рік:
- казахи — 59 %
- росіяни — 37 %

До 2013 року село називалось Малоросійка.